# 론 클린턴 스미스
론 클린턴 스미스(Ron Clinton Smith, 1951년 3월 19일 ~ )는 미국의 배우이다.
애틀랜타에서 태어났다.

## 출연 작품
- 저스트 머시 (2019년)
- 히든 피겨스 (2016년) - 백인 경찰 역
- 로우리스 : 나쁜 영웅들 (2012년)
- 커플로 살아남기 (2010년)
- 수상한 가족 (2009년)
- 레더헤즈 (2008년)
- 패밀리 댓 프레이스 (2008년)
- 후즈 유어 캐디? (2007년)
- 어사일럼 (2007년)
- 미스트 (2007년)
- 브로큰 브리짓스 (2006년)
- 우리는 마샬 : 불멸의 팀 (2006년)
- 웜 스프링스 (2005년)
- 미트 더 브라운스 (2004년)
- 쿠드즈 크리스마스 (2002년)
- 언쉐클 (2000년)
- 인 크라우드 (2000년) - 데스크 가드 역
- 메이저 리그 3 (1998년)
- 작은 전쟁 (1994년)

### 텔레비전
- 원 트리 힐 (2005-06)